# 東近江都市圏
東近江都市圏（ひがしおうみとしけん）は、滋賀県東近江市（旧八日市市）を中心とする都市圏である。

## 定義
一般的な都市圏の定義については都市圏を参照のこと。

### 「10% 都市圏（通勤圏）」
東近江市（旧八日市市）を中心とする都市雇用圏（10% 通勤圏）に含まれる自治体は近江八幡市・愛荘町・竜王町で、都市雇用圏全体の人口は約23万人（2010年国勢調査基準）。
都市雇用圏（10% 通勤圏）の変遷
- 10% 通勤圏に入っていない自治体は、各統計年の欄で灰色かつ「-」で示す。

| 自治体 ('90) | 1990年                  | 1995年                  | 2000年                  | 2005年                   | 2010年                   | 自治体 （現在） |
| ------------ | ----------------------- | ----------------------- | ----------------------- | ------------------------ | ------------------------ | --------------- |
| 秦荘町       | -                       | -                       | 彦根 都市圏             | 東近江 都市圏 13万6526人 | 東近江 都市圏 23万0253人 | 愛荘町          |
| 愛知川町     | -                       | -                       | 彦根 都市圏             | 東近江 都市圏 13万6526人 | 東近江 都市圏 23万0253人 | 愛荘町          |
| 湖東町       | 八日市 都市圏 7万3994人 | 八日市 都市圏 7万7579人 | 八日市 都市圏 7万9907人 | 東近江 都市圏 13万6526人 | 東近江 都市圏 23万0253人 | 東近江市        |
| 愛東町       | 八日市 都市圏 7万3994人 | 八日市 都市圏 7万7579人 | 八日市 都市圏 7万9907人 | 東近江 都市圏 13万6526人 | 東近江 都市圏 23万0253人 | 東近江市        |
| 八日市市     | 八日市 都市圏 7万3994人 | 八日市 都市圏 7万7579人 | 八日市 都市圏 7万9907人 | 東近江 都市圏 13万6526人 | 東近江 都市圏 23万0253人 | 東近江市        |
| 永源寺町     | 八日市 都市圏 7万3994人 | 八日市 都市圏 7万7579人 | 八日市 都市圏 7万9907人 | 東近江 都市圏 13万6526人 | 東近江 都市圏 23万0253人 | 東近江市        |
| 五個荘町     | -                       | -                       | -                       | 東近江 都市圏 13万6526人 | 東近江 都市圏 23万0253人 | 東近江市        |
| 能登川町     | -                       | -                       | 彦根 都市圏             | 東近江 都市圏 13万6526人 | 東近江 都市圏 23万0253人 | 東近江市        |
| 蒲生町       | 八日市 都市圏           | 八日市 都市圏           | 八日市 都市圏           | 東近江 都市圏 13万6526人 | 東近江 都市圏 23万0253人 | 東近江市        |
| 近江八幡市   | 近江八幡 都市圏         | 近江八幡 都市圏         | 近江八幡 都市圏         | 近江八幡 都市圏          | 東近江 都市圏 23万0253人 | 近江八幡市      |
| 安土町       | 近江八幡 都市圏         | 近江八幡 都市圏         | 近江八幡 都市圏         | 近江八幡 都市圏          | 東近江 都市圏 23万0253人 | 近江八幡市      |
| 竜王町       | -                       | -                       | -                       | 近江八幡 都市圏          | 東近江 都市圏 23万0253人 | 竜王町          |

- 2005年2月11日：八日市市・神崎郡永源寺町・五個荘町・愛知郡愛東町・湖東町新設合併し、東近江（ひがしおうみ）市が発足。
- 2006年1月1日：東近江市に神崎郡能登川町、蒲生郡蒲生町を編入。
- 2006年2月13日：愛知郡愛知川町・秦荘町が新設合併し、愛荘（あいしょう）町発足。
- 2010年3月21日：近江八幡市・蒲生郡安土町が合併し、近江八幡市発足。

## 脚註
1. ↑  平成26年度総合調査研究